# Vladislavs Fjodorovs
Vladislavs Fjodorovs, (ur. 27 września 1996 w Dyneburgu) – łotewski piłkarz występujący na pozycji obrońcy, reprezentant kraju.

## Kariera piłkarska

### Kariera klubowa
W 2012 roku swoją seniorską karierę rozpoczął w klubie FK Ventspils II, rok później przeszedł do łotewskiego BFC Daugavpils. 15 lipca 2014 roku został wypożyczony do drugiej drużyny Lecha Poznań, po dwóch latach pobytu w Polsce, wrócił do swojego macierzystego klubu. 3 marca 2017 roku podpisał kontrakt warty 50 tysięcy euro z łotewskim FK Metta. Po spędzeniu tam dwóch sezonów podpisał kolejny kontrakt o tej samej wartości z Riga FC, z którą dwukrotnie zdobył mistrzostwo Łotwy. 1 stycznia 2022 roku za kwotę 225 tysięcy euro przeszedł do łotewskiego klubu FK RFS.

### Kariera reprezentacyjna
Pierwszy debiut w karierze reprezentacyjnej miał w drużynie U-21, 26 marca 2017 roku rozegrał 58 minut w wygranym 3:4 meczu z reprezentacją Białorusi U-21. Podczas tego debiutu asystował przy pierwszej bramce w 10 minucie, zdobytej przez Ņikite Koļesņikovs. W drużynie młodzieżowej rozegrał 12 meczów oraz zdobył 2 bramki (z Estonią oraz Ukrainą). 
Debiut w karierze seniorskiej zaliczył 3 lutego 2018 roku w przegranym meczu towarzyskim z reprezentacją Korei Południowej. Fjodorovs wszedł wtedy w 46 minucie zastępując Edgarsa Gauračsa.

## Sukcesy
- Mistrz Łotwy - 2019, 2020